# Lilith Grasmug
Lilith Grasmug, född i Paris, är en fransk skådespelerska.
Grasmug föddes i Paris av österrikiska föräldrar. Hon har bland annat medverkat i filmerna La morsure där hon spelade Delphine Rivière och På vilket språk drömmer du? där hon spelade Fanny. I båda fallen en av huvudrollerna.

## Filmografi (i urval)
- 2023 – La morsure
- 2024 – På vilket språk drömmer du?